# Schinkel-Tabernakel von Belle-Alliance

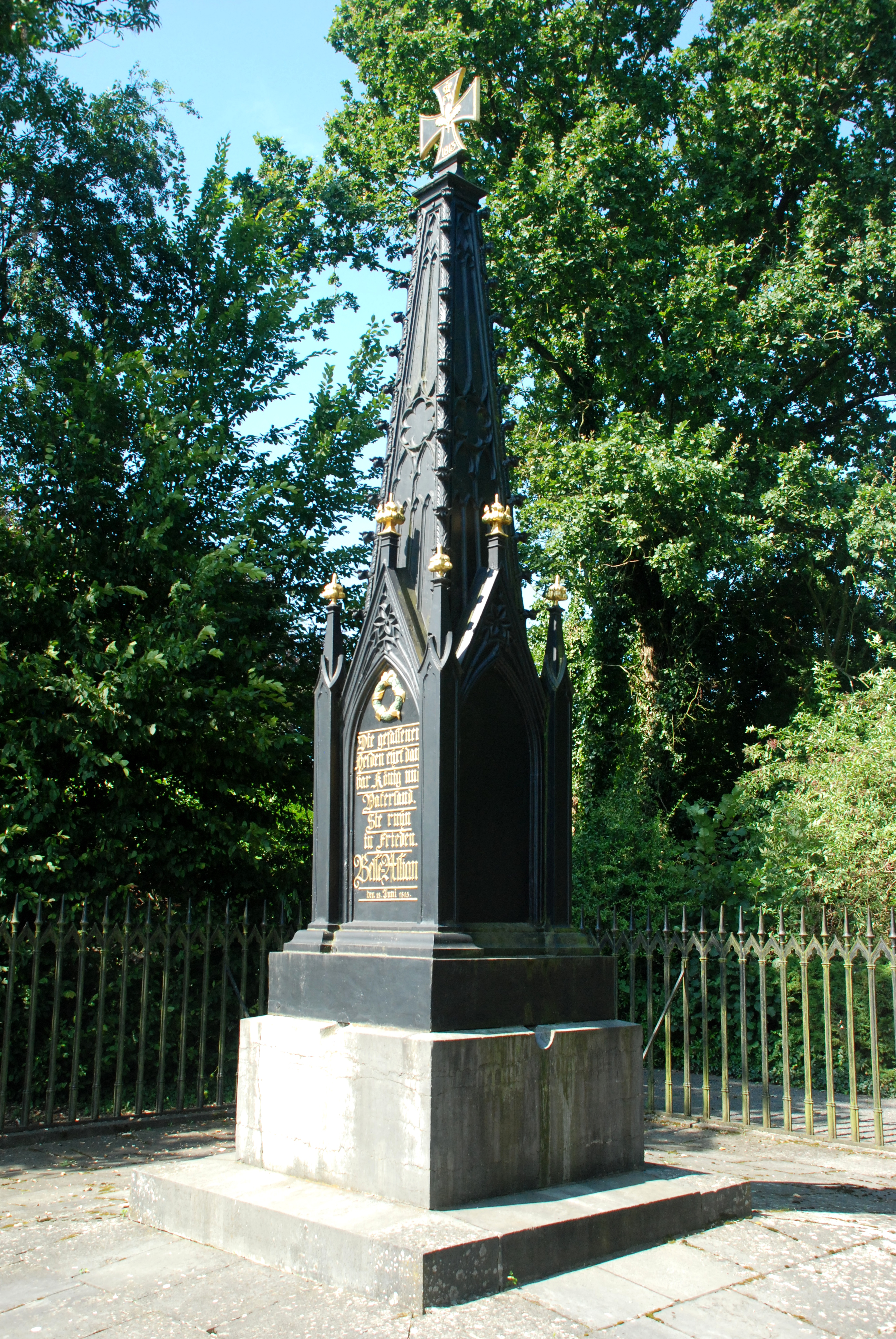
Schinkel-Tabernakel von Belle-Alliance.

Der Schinkel-Tabernakel von Belle-Alliance aus Fer de Berlin gehört zu einem Netzwerk von Denkmälern für die Gefallenen der Befreiungskriege, die der König Friedrich Wilhelm III. stiftete. Es steht in Plancenoit.

## Schlacht um Plancenoit
„Das Corps von Bülow hatte, wie wie oben gesehen haben, um ½ 6 Uhr einen Teil von Plancenoit
erobert. Gleich darauf erhielt der Feind eine Verstärkung durch die jungen Garden und den Befehl zum Angriff. Es gelang ihm, ds Dorf Plancenoit
 wieder zu erobern. Zu dieser Zeit war das 2te preußische Armee-Corps bereit auf dem Schlachtfelde angekommen hat hatte eine Brigade von Marenfurt betachiert. Ein neuer Angriff wurde vom 4ten Crops auf plan unternommen – allein, er gelang nicht. Nun rückten Truppen des 2ten Crops mit in der Line und die 5te Brigade griff mit der 16ten gemeinschaftlich an; 2 Bataillons umgingen das Dorf, es zur rechten liegen lassend. Der Feind wurde aus Plancenoit
 geworfen, Kanonen genommen und Gefangene gemacht. Die Reste des Feindes gerieten in eben die Unordnung, als die große Masse, welche eben sich bei der Maison de Roi auf der Chaussee fortwälzte. Wenn das Dorf Plancenoit
 eine Stunde früher genommen wäre, so könnte die feindliche Armee nicht auf der Chaussee nach Jenappe zurück gehen. Der größte Teil der Artillerie war aber teils auf dem Schlachtfelde, teils in den engen Passagen der Dörfer auf der Chaussee stehen geblieben. Nach der Wegnahme von Plancenoit
  wurde es völlig dunkel. Bei dem Zusammentreffen der beiden Feldmarschalle bei dem Vorwerk von Belle-Alliance
am Abend 9 Uhr zeigte es sich, dass die Verfolgung des Feindes nicht von beiden Armeen auf einer Straße stattfinden könne, ohne das Unordnung darauf entstehen würde. Der Fürst Blücher erbot sich zur Verfolgung, und es wurde ausgemacht, dass die englisch, hannoverisch-batavische Armee über Rivelles und Binche in Frankreich eindringen würde, während die preußische Armee den Feind auf dem Fuß folgen werde.“

## Beschreibung
Das Denkmal für die siegreichen Schlachten gegen Napoleon wurde in Form eines gotischen Tabernakels 1817–18 durch die Königlich Preußische Eisengießerei gestaltet. Das Denkmal ist ca. 6 m hoch und 3,5 t schwer. Bekrönt wird es von einem Eisernen Kreuz, dessen Gestaltung, z. B. als Orden, auch auf Karl Friedrich Schinkel zurückgeht. Das Epitaph ist bewusst schlicht gewählt:
Die gefallenen

Helden ehrt dank-

bar König und

Vaterland.

Sie ruhn

in Frieden.

Belle-Alliance

den 18. Juni 1815.

## Geschichte
Das Monument ist in Erinnerung an die Schlacht bei Waterloo in Plancenoit aufgestellt worden, von wo Friedrich Wilhelm Bülow von Dennewitz mit dem IV. Korps in das Schlachtgeschehen eingriff. Nach schweren Kämpfen eroberte er das strategisch wichtige Dorf Plancenoit. Wellington wurde entlastet und ging ebenfalls zum Angriff über. Die französischen Truppen wurden aufgerieben und auf ihrer Flucht die ganze Nacht über von den Preußen, diesmal unter der Leitung von Gneisenau, verfolgt. Zum Gedenken an die ca. 6700 gefallenen Preußen wurde das Denkmal errichtet. Die französischen Truppen unter Marschall Étienne-Maurice Gérard beschädigten das Denkmal, als sie 1832 im Rahmen der Belgischen Revolution gegen die Niederländer in Belgien einmarschiert waren. Das Denkmal wurde 1832, 1944, 1965 und 1997 restauriert.

## Legende
Am Abend des 17. Juni 1815 suchte die Bevölkerung in den umliegenden Wäldern Zuflucht. Der Priester von Plancenoit blieb und hielt, als wäre nicht passiert seine Sonntagsmesse. Die Legende besagt, dass Napoleon in seinem Hauptquartier in Belle-Alliance die Glocke von Plancenoit zum Frühstück des 18. Juni 1815 gehört haben soll und darüber sehr überrascht war. Der Wahrheitsgehalt kann zwar nicht überprüft werden, aber die Luftlinie zwischen den Orten beträgt ca. 1 km, was die Legende zumindest möglich macht. Die Legende wird auch im Film Waterloo (1970) aufgegriffen. Insofern ist es ein Wink des Schicksals, denn mit der Eroberung von Plancenoit standen die Preußen im Rücken von Napoleon und damit war seine Position unhaltbar geworden.

## Bilder

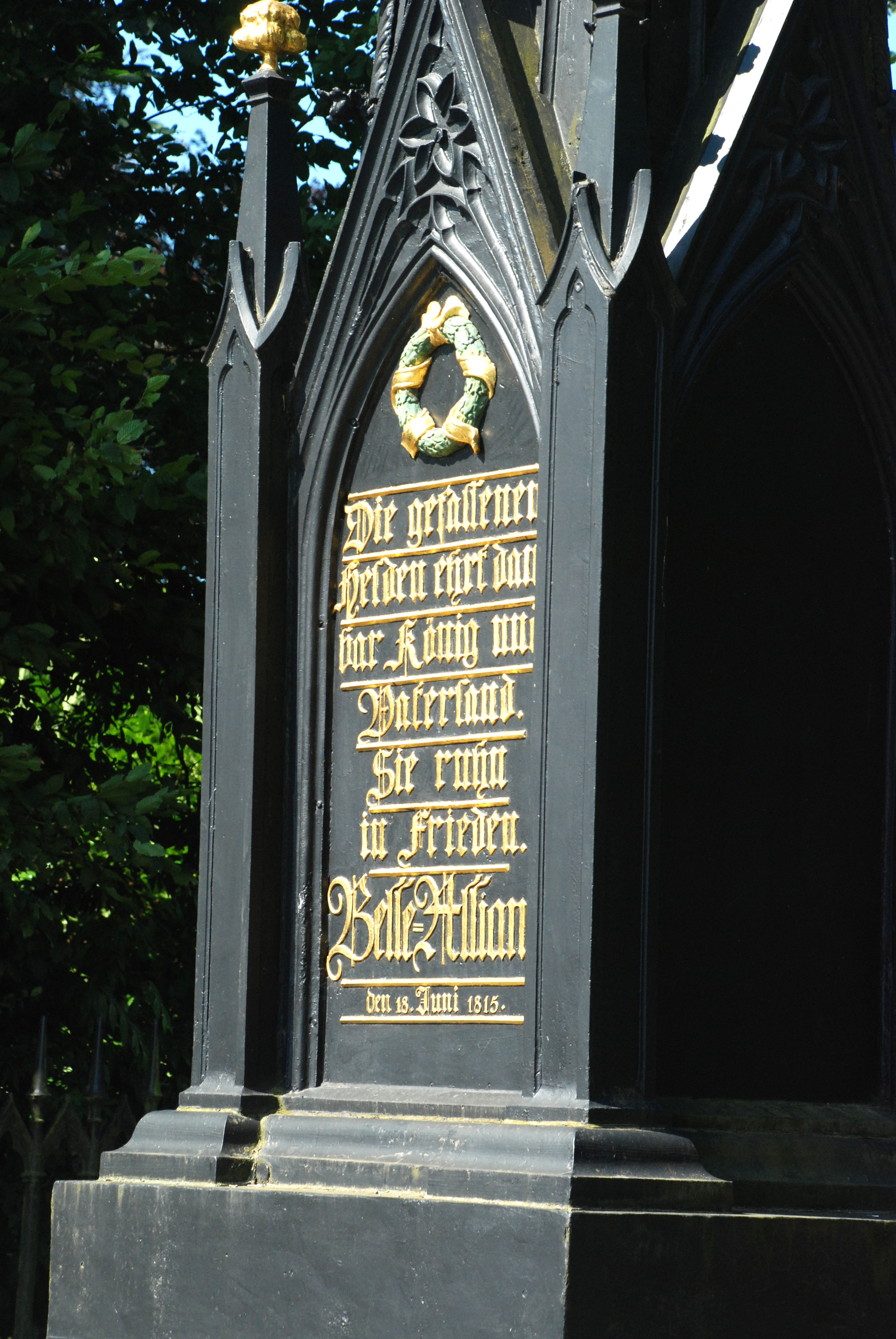
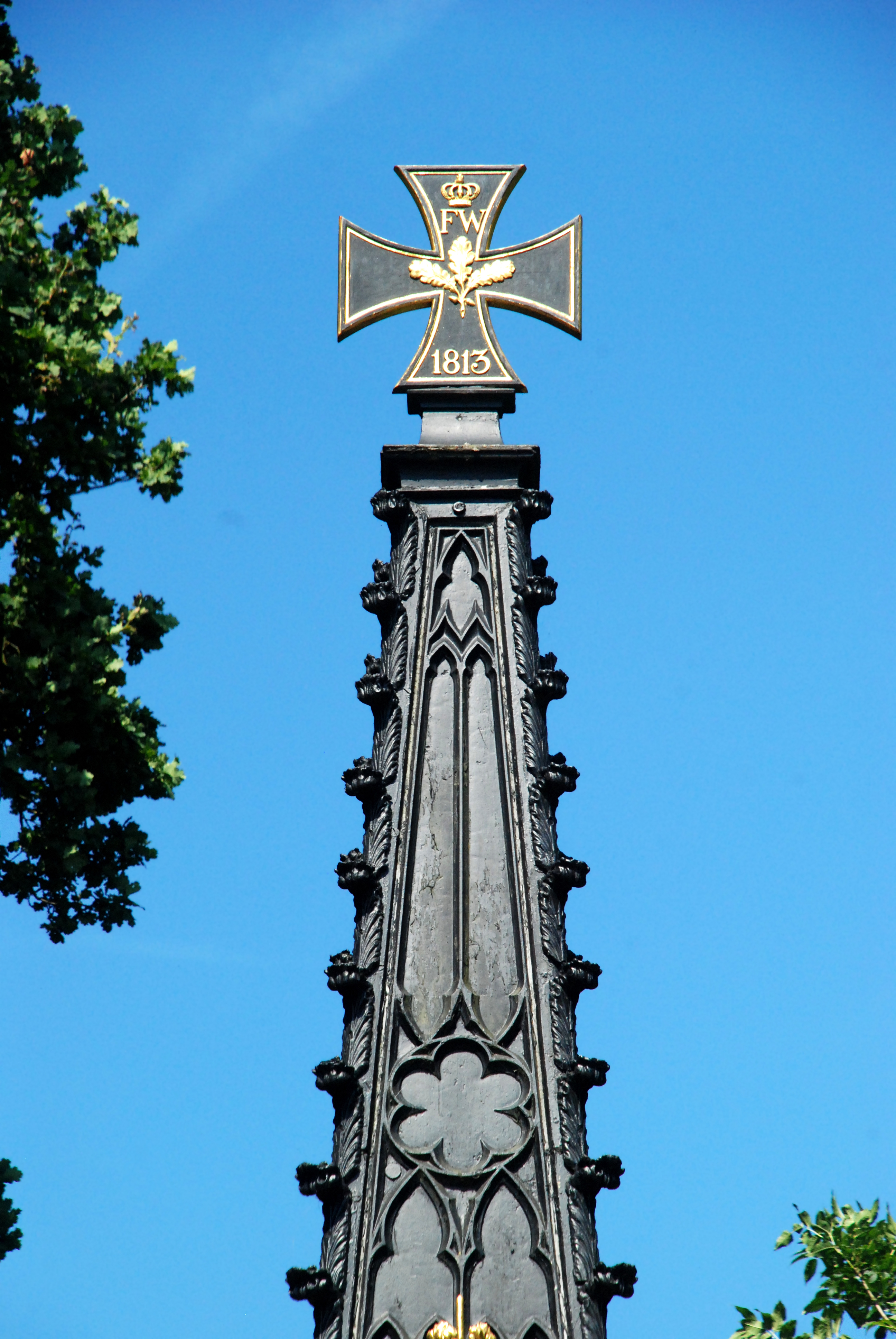